# Ghost Hunt
Ghost Hunt (ゴーストハント?) es una serie manga y de anime, basada en la serie de novelas ligeras llamada la serie de Akuryō (悪霊シリーズ, Akuryou Series?) creada por Fuyumi Ono. En 1997 se hizo un radio drama, y después se convirtió en una serie manga shōjo del mangaka Shiho Inada. 
Actualmente el manga se está publicando en la revista para chicas Nakayoshi, publicada por Kōdansha. Un anime basado en el manga hecho por J.C.Staff apareció en televisión el 3 de octubre de 2006. La serie de anime consiste en 25 episodios de aproximadamente 24 minutos cada uno.

## Argumento
Ghost Hunt sigue las historias de Shibuya Kazuya, el presidente del Shibuya Psychic Research (SPR) y Mai Taniyama, una estudiante de primer año de secundaria. La historia comienza cuando Mai contaba historias de fantasmas con sus amigas en la sala de clase, quienes fueron interrumpidas dos veces: primero por un misterioso "alumno", y luego por una compañera de clase, quien les advierte que, de alguna forma, sus historias atraen a los espíritus.
Mientras caminaba en la mañana, al día siguiente, se encontró frente al edificio que era relatado en una de las historias de fantasmas, ella, intrigada, decide ir a investigar. Al entrar ve una videocámara, se pregunta que hace a allí, y cuando está a punto de tocarla, un hombre se la trata de detener y se termina hiriendo él mismo. Ese hombre era Lin, asistente del "misterioso alumno" de la noche anterior, como fue culpa de ella que Lin se hiriera, debe reemplazarlo en su trabajo: asistente del Shibuya Psychic Research (SPR), una compañía que se dedica a investigar casos paranormales. Esta vez el caso consistía en investigar el edificio, ya que ocurrían cosas extrañas durante la noche. Mai apoda al "misterioso alumno" (ahora su jefe) Naru,(abreviatura de narcisismo), por su actitud narcisista. Después de resolver el primer caso, Lin se recuperó, lo que significaría que Mai dejara su trabajo temporal, pero Naru le ofrece un puesto permanente, el cual ella acepta. (Luego de este episodio ella descubre su amor por Naru).
Junto a médiums y exorcistas, Mai seguirá resolviendo casos.
El autor ha sido citado diciendo que está trabajando actualmente en una niña de la historia de horror que comenzó hace años (que se supone que es Ghost Hunt). Existe también la posibilidad de que el manga de Ghost Hunt termine después de que todas las historias en las novelas se hayan terminado desde que Fuyumi Ono dejó de escribir "Ghost Hunt," la novela, en 1994.

## Personajes
- Mai Taniyama (谷山 麻衣 Taniyama Mai?)
- Kazuya Shibuya (渋谷 一也 Shibuya Kazuya?)
- Lin Kōjo (林 興徐 Rin Kōjo?)
- Hōshō Takigawa (滝川 法生 Takigawa Hōshō?)
- Ayako Matsuzaki (松崎 綾子 Matsuzaki Ayako?)
- John Brown (ジョン·ブラウン?)
- Masako Hara (原 真砂子 Hara Masako?)
- Osamu Yasuhara (安原 修 Yasuhara Osamu?)
- Madoka Mori (森 まどか Mori Madoka?)

## Contenido de la Obra

### Novela Ligera
Ha sido publicada entre los años 1989 y 1992. La obra constó de 8 volúmenes.

### Akumu no Sumu Ie: Ghost Hunt
Akumu no Sumu Ie (悪夢の棲む家 ゴースト lit. La Casa de las Pesadillas?) es una continuación en formato de novela ligera escrita por la misma autora y con dibujos de Tomayo Kobayashi. Esta constó de dos volúmenes que fueron publicados entre marzo de 1994 y abril de 1994.

### Manga: Akuryou ga Ippai
Akuryou ga Ippai (ゴーストハント?), también conocido como Ghost Hunt, es la adaptación al manga de la novela original. Fue escrito por Shiho Inada y publicado entre el 7 de julio de 1998 y el 30 de septiembre de 2010. La entrega constó de 12 volúmenes.

#### Publicaciones
| Volumen | Fecha de publicación en Japón | Fecha de publicación en Estados Unidos |
| ------- | ----------------------------- | -------------------------------------- |
| 01      | 6 de julio de 1998            | 27 de septiembre de 2005               |
| 02      | 5 de marzo de 1999            | 15 de diciembre de 2005                |
| 03      | 6 de octubre de 1999          | 15 de marzo de 2006                    |
| 04      | 6 de julio de 2000            | 27 de junio de 2006                    |
| 05      | 9 de enero de 2001            | 26 de septiembre de 2006               |
| 06      | 5 de octubre de 2001          | 31 de diciembre de 2006                |
| 07      | 2 de mayo de 2002             | 15 de marzo de 2007                    |
| 08      | 4 de julio de 2003            | 26 de julio de 2007                    |
| 09      | 6 de agosto de 2005           | 25 de septiembre de 2007               |
| 10      | 11 de abril de 2008           | 24 de noviembre de 2009                |

### Manga: Akumu no Sumu Ie
La novela ligera Akumu no Sumu Ie: Ghost Hunt también fue adaptada al manga por la misma mangaka. Este formato comenzó a publicarse el 28 de julio de 2012.

### Anime
Una serie de Anime ha sido adaptada por el estudio J.C.Staff. La misma constó de 25 episodios que fueron televisados por los canales TV Aichi, TV Osaka, TV Tokyo y TVQ Kyushu Broadcasting Co., Ltd..
En los Estados Unidos, la serie ha sido licenciada por FUNimation y transmitida a través de Internet por los sitios FUNimation Entertainment, Hulu y Joost. Los sitios Madman Screening Room y AnimeLab transmiten la serie para Australia y Nueva Zelanda, donde fue distribuida por Madman Entertainment. En Gran Bretaña e Irlanda es distribuida por Manga Entertainment.
En Francia fue distribuida por Animax. Por último, en Filipinas, es televisado por TV5 y Hero.

#### Equipo de Producción
- Director: Rei Mano
- Guionistas: Reiko Yoshida y Rika Nakase
- Música: Toshio Masuda
- Diseño de personajes: Satoshi Iwataki
- Dirección de Arte: Mie Kasai
- Director de Sonido: Yasunori Ebina
- Director de Fotografía: Yutaka Kurosawa

#### Episodios del anime
| | |                         |  |  |
| 01 | «CASO 1: Lleno de Espíritus Malignos #1» «FILE 1: Filled with Evil Spirits #1 (FILE 1:「悪霊がいっぱい!?」#1)「Akuryou ga ippai!?」»  | 3 de octubre de 2006    |  |  |
| Mai conoce a Naru contando historias de fantasmas en su salón de clase con sus amigas, y se entera de que el director de su escuela lo ha contratado para resolver el caso de un edificio embrujado. Mai hiere al asistente de Naru, Lin, y se ve obligada a reemplazarlo como trabajo temporal. El director también trae a varios exorcistas y médiums (Bou-san, Ayako Matzusaki, John Brown y Masako Hara) para investigar el caso, más la compañera de clase de Mai, Kuroda, quien dice tener habilidades psíquicas. | |                         |  |  |
| 02 | «CASO 1: Lleno de Espíritus Malignos #2» «FILE 1: Filled with Evil Spirits #2 (FILE 1:「悪霊がいっぱい!?」#2)「Akuryou ga ippai!?」»  | 10 de octubre de 2006   |  |  |
| Cada miembro del equipo propone una teoría diferente de qué es lo que está ocurriendo. Tras buscar información durante la noche, Naru comienza a dudar de la presencia de espíritus que estén causando perturbaciones, asegura que es causa del hundimiento del suelo. En cambio, Kuroda insiste en que es un poltergeist lo que está causando toda la actividad fantasmal: las pruebas apuntan a su favor y todo el equipo está de acuerdo con ella. | |                         |  |  |
| 03 | «CASO 1: Lleno de Espíritus Malignos #3» «FILE 1: Filled with Evil Spirits #3 (FILE 1:「悪霊がいっぱい!?」#3)「Akuryou ga ippai!?」»  | 17 de octubre de 2006   |  |  |
| Después de desaparecer por completo una noche, Naru hace un experimento con todos los que tenían que ver con el caso (Mai, Bou, Masako, John, Ayako y Kuroda). Él les plantea una situación hipnótica en sus mentes, que una silla será movida a causa de poltergeist aquella noche. Naru tenía razón, la silla fue movida de su lugar, Naru explica su conclusión. Acusando a uno del grupo de causar el poltergeist mentalmente. Finalmente, el caso es resuelto y Naru le propone a Mai formar parte del grupo, ésta acepta. | |                         |  |  |
| 04 | «CASO 2: Casa de Muñecas #1» «FILE 2: Doll House #1 (FILE 2: 「人形の家」 #1)「Ningyou no ie」»                                       | 24 de octubre de 2006   |  |  |
| El equipo SPR, junto con los exorcistas y médiums del caso anterior son contratados por una familia donde se cree que existe un poltergeist. Luego de llegar al lugar, el monje Bou-san cree que se trata de algo más que un simple poltergeist. La niña de la casa, Ayami, se comporta de manera extraña, diciendo que su muñeca, Minnie, está hablando con ella. El equipo SRP logra arrebatarle a Minnie mientras estaba dormida para investigarla, los resultados son preocupantes. | |                         |  |  |
| 05 | «CASO 2: Casa de Muñecas #2» «FILE 2: Doll House #2 (FILE 2: 「人形の家」 #2)「Ningyou no ie」»                                       | 31 de octubre de 2006   |  |  |
| Ayami le revela a Mai que Minnie la está obligando a actuar de esa manera, prohibiéndole no tener amigos y diciendo que su tía la quiere matar y que cada vez que rompa su promesa, ella le dará una sanción. El equipo concluye que la muñeca está siendo usada como cuerpo por un espíritu. Como Minnie se lo había dicho, Ayami recibió su sanción, siendo arrastrada a un lago cercano, casi costándole la vida, pero Mai logra salvarla. Naru, por su parte, investiga la historia de la casa, y descubre que todos los niños de alrededor 8 años que han vivido en esa casa, han muerto. Esto los deja muy preocupados, ya que Ayami tiene 8 años. | |                         |  |  |
| 06 | «CASO 2: Casa de Muñecas #3» «FILE 2: Doll House #3 (FILE 2: 「人形の家」 #3)「Ningyou no ie」»                                       | 7 de noviembre de 2006  |  |  |
| Después de fallidos intentos por exorcizar a los niños muertos, un pozo aparece en la sala de estar, Mai es arrastrada por un espíritu maligno dentro de él mientras Ayako realizaba otro exorcismo. Cuando Mai cae, tiene una visión, revelando la verdad oculta de la casa, hace muchos años, una niña jugaba en el jardín, pero es secuestrada por un hombre, su madre muy angustiada se suicida ahogándose a sí misma en un pozo. Gracias a este sueño, el equipo es capaz de exorcizar a los espíritus restantes y devolverle a su hija a la madre tan angustiada, retornando así, la paz a la casa. | |                         |  |  |
| 07 | «CASO 3: Aquel que Maldice la Escuela #1» «FILE 3: The one who Curses After school #1 (FILE 3「放課後の呪者」#1)「Houkago no jusha」» | 14 de noviembre de 2006 |  |  |
| Se le pide al SPR que investiguen un caso en la escuela Yuasa High School, donde aparentemente todos los alumnos que se sientan en un determinado escritorio, terminan teniendo un terrible accidente en metro y un gimnasio embrujado. Los rumores indican que la culpable es Kasai, una chica con psicoquinesis, pero muy pocos creían en dicha habilidad, hasta que un día en un show de talentos, se presentó y no pudo doblar una cuchara, lo que hizo que los maestros la atacaran verbalmente: en ese momento los maldijo a todos ellos, claro que verbalmente. | |                         |  |  |
| 08 | «CASO 3: Aquel que Maldice la Escuela #2» «FILE 3: The one who Curses After school #2 (FILE 3「放課後の呪者」#2)「Houkago no jusha」» | 21 de noviembre de 2006 |  |  |
| El equipo llega a la conclusión de que se necesita mucho poder psíquico para maldecir con tanta fuerza y cantidad. Masako insiste que en la escuela no hay espíritus. Naru comienza a sospechar que alguien está utilizando una forma de vudú para llevar a cabo sus deseos. Luego de esto, se descubren muñecos bajo el escritorio y en el gimnasio, lo que comprueba la teoría de Naru, pero, ¿quién es el culpable? | |                         |  |  |
| 09 | «CASO 3: Aquel que Maldice la Escuela #3» «FILE 3: The one who Curses After school #3 (FILE 3「放課後の呪者」#3)「Houkago no jusha」» | 28 de noviembre de 2006 |  |  |
| Las pruebas apuntan a la chica psicokinética, Kasai, quién sigue escondida en la sala con su maestra de biología, Obusuna, la única maestra que no le dio la espalda. Mai se niega a creer que es Kasai la que está provocando todo esto, a pesar de que Bou-san y Ayako piensen lo contrario, diciendo que tiene un presentimiento de que no es ella. Mientras buscan más muñecos vudú, Mai se ve atraída por un niño llorando, que está dentro de un pozo, baja a preguntarle por qué llora, pero antes de llegar, el niño se revela, es un fantasma, el niño la arrastra hacia abajo. Naru llega a salvarla pero no puede hacerlo: ambos han caído al pozo. | |                         |  |  |
| 10 | «CASO 3: Aquel que Maldice la Escuela #4» «FILE 3: The one who Curses After school #4 (FILE 3「放課後の呪者」#4)「Houkago no jusha」» | 5 de diciembre de 2006  |  |  |
| Lin llega al rato después para sacarlos del pozo, en el que previamente había sido visitados por un espíritu. Durante el transcurso del día, Bou-san, Ayako y Mai destruyen los muñecos que han recolectados de manera efectiva, acabando con la maldición, Naru es llevado al hospital por consecuencia de un accidente en su brazo al caer al pozo. Llama a Taki, Kasai y Obusuna, diciendo que les revelará la verdad, una de ellas es la culpable. Tras revelar un sorprendente pasado sobre el culpable y lo que lo llevó a causar esto, éste trata de maldecir a Naru nuevamente a escondidas, pero lo descubre. Después de la resolución del caso, Naru le hace un test a Mai, revelando que tiene habilidades psíquicas, lo que la hace sentir útil para el equipo SPR. | |                         |  |  |
| 11 | «CASO 4: La Historia del fantasma del Parque!» «FILE 4: Ghost Story of the Park! (FILE 4:「公園の怪談！？」) 「Kouen no kaidan!?」»   | 12 de diciembre de 2006 |  |  |
| Masako le pide a Naru que investigue un caso donde todas las parejas que se intentan besar en un parque son rociadas con agua de la nada. El equipo, con excepción de Lin, forma parejas con la intención de atraer al espíritu (Naru-Masako, Bou-san-Mai, Ayako-John). El espíritu se ve atraído y se posesiona del cuerpo de Masako y le explica al equipo que ella intentó suicidarse varias veces luego de que descubrió que su novio la engañaba con otra mujer, tras sus intentos fallidos, muere poco después naturalmente. Ella molestaba a las parejas porque no soportaba de que fueran felices y ella no. Mai la convence de que vaya al cielo y deje tranquilas a las demá parejas, ella acepta, pero no sin antes darle un merecido a su exnovio. | |                         |  |  |
| 12 | «CASO 5: Navidad Silenciosa #1» «FILE 5: Silent Christmas #1 (FILE 5:「サイレント・クリスマス」#1) 「SILENT CHRISTMAS」»              | 19 de diciembre de 2006 |  |  |
| John lleva su caso a SPR para que lo investiguen en víspera de Navidad. Los niños que viven en una iglesia local están siendo poseídos por Kenji-Kun, un niño mudo que desapareció un día, mientras jugaba a las escondidas. Una vez que se posee de un cuerpo, lo lleva a ocultarse en un bosque cercano a la iglesia. Durante la posesión de un niño, confunde a Lin con su verdadero padre y se aferra a él, ya que son muy parecidos. John exorcisa a Kenji, pero instantáneamente se posesiona del cuerpo de Mai. | |                         |  |  |
| 13 | «CASO 5: Navidad Silenciosa #2» «FILE 5: Silent Christmas #2 (FILE 5:「サイレント・クリスマス」#2) 「SILENT CHRISTMAS」»              | 26 de diciembre de 2006 |  |  |
| Mientras Naru buscaba el cuerpo de Kenji, le ordena a Lin que juegue con Mai (o sea, Kenji). Lin colapsa y le grita que no es su padre, enfurecido, éste se entristece mucho y se va a esconder al bosque. Bou-san y John le ordenan a los niños que busquen todos juntos a Kenji (quien era apodado el maestro de las escondidas, por ellos mismos), pero Bou-san se dio cuenta de algo: los niños sólo buscaban hasta donde su espectro visible le permitiera, es decir, no miraban los lugares altos. Así es como encuentran a Kenji, aún en el cuerpo de Mai, en la rama de un árbol del bosque. Luego de esto, Naru se da cuenta en donde estaba escondido en el momento de morir, en el campanario de la iglesia. Luego, le dice que su padre lo está esperando en el cielo. Él se va, pero antes le muestra a Mai, a través de una visión, su trágica muerte: como él era mudo no podía comunicarse y usaba un silbato, pero en el momento de esconderse, el silbato se le cayó sin que él se diera cuenta: como se escondió en el campanario, nadie lo encontró y el no podía decir nada, ni bajar, debido a la altura. Finalmente, murió de hambre y de frío.                               | |                         |  |  |
| 14 | «CASO 6: Un Juego Prohibido #1» «FILE 6: A Prohibited Game #1 (FILE 6:「禁じられた遊び」#1) 「Kinjirareta asobi」»                    | 9 de enero de 2007      |  |  |
| El director de la escuela Ryokuryou High School pide ayuda a SPR, cuando los estudiantes informan que una serie de aterradores eventos invaden a la escuela, incluyendo a un perro fantasmal que los ataca. SPR recauda información con la ayuda del mejor estudiante de la escuela, Yasuhara. Él les cuenta acerca de Sakauchi, un chico de primer año, obsesionado con cazar fantasmas, se suicidó, sus últimas palabras fueron:"¡no soy un perro!". En el final del episodio, Mai se encuentra con Sakauchi, en una visión. | |                         |  |  |
| 15 | «CASO 6: Un Juego Prohibido #2» «FILE 6: A Prohibited Game #2 (FILE 6:「禁じられた遊び」#2) 「Kinjirareta asobi」»                    | 16 de enero de 2007     |  |  |
| Mai tiene diferentes visiones acerca de la escuela, incluyendo el will-o'-the-wisp que se devoran unos a otros. Más tarde, Mai y Masako, tienen la misma visión: Sakauchi es devorado. El equipo descubre que hay un juego bastante popular en la escuela, el que ellos mismos han apodado "orikiri-sama" , un peligroso juego, que fue difundido por Sakauchi, según las investigaciones de Yasuhara. Los espíritus que habitan la escuela, serían posiblemente invocados por este juego. Mai es enviada por Naru, muy tarde a buscar una cinta de video, sin nadie que la acompañe, sin embargo, ella no tiene miedo, pero al entrar al salón donde se encontraba la cinta, se cierra repentinamente la puerta y se quiebran frascos de formol, causando que Mai se desmaye. | |                         |  |  |
| 16 | «CASO 6: Un Juego Prohibido #3» «FILE 6: A Prohibited Game #3 (FILE 6:「禁じられた遊び」#3) 「Kinjirareta asobi」»                    | 23 de enero de 2007     |  |  |
| Mai despierta en la enfermería de la escuela, después de que casi muere, debido al formol. El grupo critica a Naru por haberla enviado tan tarde y sola a buscar la cinta de video. Mai tiene una visión: los espíritus se devoran unos a otros hasta que finalmente sobrevive el más fuerte, ve uno enorme donde se acercan Bou-san y John. Al despertar, le pide a Ayako que vaya a salvarlos. Pero al quedar sola, recuerda una leyenda que le habían contado días atrás las alumnas de la escuela. Un fantasma aparece en la penúltima camilla de la enfermería, y, efectivamente pasó, pero Mai logró exorcisarlo con un conjuro que le había enseñado el moje Bou-san. Pronto el piso se rompe y cae en un gran agujero, al llegar Naru se da cuenta y logra salvarla. La visión de Mai fue verdadera, los espíritus han sido invocados por el orikiri-sama y se devoran unos a otros, finalmente, cuando quede el más fuerte, nadie podrá detenerlo, este es un método de maldición obsoleto, llamado "Tukodu". Lin descubre las reglas del juego, los estudiantes han estado haciendo un hechizo, sin saberlo, para matar, el objetivo es alguien de la escuela.                             | |                         |  |  |
| 17 | «CASO 6: Un Juego Prohibido #4» «FILE 6: A Prohibited Game #4 (FILE 6:「禁じられた遊び」#4) 「Kinjirareta asobi」»                    | 30 de enero de 2007     |  |  |
| Naru y Lin comienzan un ritual para devolver la maldición a quienes la han hecho, dejando salir al objetivo sano y salvo. Mai se da cuenta de que los que han hecho el ritual son los estudiantes, aunque sin saberlo, lo que encuentra muy injusto que se les devuelva la maldición. Su intento de detener el ritual falló, pero Naru y Lin logran revertir la maldición sin acerle daño a nadie. | |                         |  |  |
| 18 | «CASO 7: Laberinto Sangriento #1» «FILE 7: Blood-Soaked Labytinth #1 (FILE 7:「血ぬられた迷宮」#1)「Chinurareta meikyuu」»            | 6 de febrero de 2007    |  |  |
| Madoka, la maestra cazafantamas de Naru, le pide que investigue un caso por ella, en que en una mansión del ex primer ministro están ocurriendo misteriosas desapariciones de jóvenes. Antes de que comience el caso, Naru le pide a Yasuhara que pretenda ser el director de la SPR en lugar de él, paro no desatar tanto furor en la prensa. Para el caso también se les pidió a otros dos grupos de cazafantasmas para que investigaran, ya que se trataba de un caso muy complejo. Más tarde, la directora de una de esas compañías pide a Naru y a su equipo que participen en una sesión de espiritismo que se realizaría aquella noche. Naru acepta y se obtienen resultados inesperados. | |                         |  |  |
| 19 | «CASO 7: Laberinto sangriento #2» «FILE 7: Blood-Soaked Labytinth #2 (FILE 7:「血ぬられた迷宮」#2)「Chinurareta meikyuu」»            | 13 de febrero de 2007   |  |  |
| Suzuki-san y Augutsi-san, dos jóvenes miembros de los otros equipos han desaparecido. John comienza a buscar pistas dentro de la mansión y encuentra un cuarto secreto en el que había una chaqueta de un orfanato y un billete de hace más de 500 años, evidencia que más tarde le permitirá a Madoka reunir información sobre los anteriores dueños de la mansión. Durante la noche, Mai tiene un sueño terrible en el que moría de una forma horrenda. Al parecer, era un espíritu que intentaba decirle cómo murió. | |                         |  |  |
| 20 | «CASO 7: Laberinto de Sangriento #3» «FILE 7: Blood-Soaked Labytinth #3 (FILE 7:「血ぬられた迷宮」#3)「Chinurareta meikyuu」»         | 20 de febrero de 2007   |  |  |
| El sueño deja traumatizada a Mai, pero le permite al equipo especular de lo que está ocurriendo en la terrorífica mansión, que por cierto está decorada de una forma muy extraña que invita a sospechar. Lin hace un ritual, que le permite traer al espíritu de Suzuki-san, una de las personas desaparecidas, que le da a la SPR el liderazgo del caso. El descubrimiento de un cadáver, hace desmantelar a Oliver Davis, un miembro de uno de los otros equipos, era un impostor. | |                         |  |  |
| 21 | «CASO 7: Laberinto de Sangriento #4» «FILE 7: Blood-Soaked Labytinth #4 (FILE 7:「血ぬられた迷宮」#4)「Chinurareta meikyuu」»         | 27 de febrero de 2007   |  |  |
| Naru le revela a Madoka el verdadero motivo de que el impostor se hiciera pasar por Oliver Davis, un famoso psíquico. Naru le informa al equipo que el caso ya está resuelto y que no puede hacer nada más, ya que es un cazafantasmas, no un cazamonstruos, lo que desata la furia de Mai. Mientras que el grupo estaba empacando sus cosas para irse del lugar, Mai tiene una fuerte discusión con Masako, por el amor de Naru, Masako decide irse, para que no pelearan más. Pocos minutos después, Mai recuerda algo que dijo Naru desde el principio: "no estén solos", ella, muy preocupada, salió en busca de Masako, pero había desaparecido. El equipo decide ir a rescatarla. Ayako le recomienda a Mai que duerma, para que tenga visiones que ayuden a la investigación. Efectivamente ella tiene una visión, donde ve a Masako, viva, en el mismo lugar del sueño que la dejó traumatizada. Cuando Mai reconoce el lugar, se va sola para intentar rescatar a Masako, pero en el mismo cuarto se encontraba un monstruo aterrador que quería matarlas, pero Lin llega al rescate justo a tiempo. Con ninguna otra manera de eliminar al espectro, la mansión es calcinada por el fuego. | |                         |  |  |
| 22 | «CASO 8: Casa Maldita #1» «FILE 8: Cursed House #1 (FILE 8: 「呪いの家」#1)「Noroi no ie」»                                           | 6 de marzo de 2007      |  |  |
| Se le pide resolver a la SPR un peligroso caso, solicitado por una persona que viene desde las orillas del mar, el cual tres psíquicos ya han intentado resolver y han muerto en el intento. Ayako realiza un exorcismo para sacar un espíritu muy poderoso que estaba posesionado de Eiji-san, un miembro de la familia, rápidamente, cuando Ayako logra exorcizarlo, éste se posesiona del cuerpo de Naru. Todo el equipo piensa que no lo poseyó, pero Ayako acompaña a Naru al cuarto, en el trayecto, éste intenta ahorcarla. Lin decide quedarse sin poder, disponiendo a sus cinco espíritus resguardadores al cuidado de Naru, ya que podría ser muy peligroso si el espíritu aprende a usar el cuerpo. Mai tiene un sueño muy extraño, en el que miembros del equipo hacen un rol importante. Naru hace de guía a espíritus que se han ido. | |                         |  |  |
| 23 | «CASO 8: Casa Maldita #2» «FILE 8: Cursed House #2 (FILE 8: 「呪いの家」#2)「Noroi no ie」»                                           | 13 de marzo de 2007     |  |  |
| 24 | «CASO 8: Casa Maldita #3» «FILE 8: Cursed House #3 (FILE 8: 「呪いの家」#3)「Noroi no ie」»                                           | 20 de marzo de 2007     |  |  |
| 25 | «CASO 8: Casa Maldita #4» «FILE 8: Cursed House #4 (FILE 8: 「呪いの家」#4)「Noroi no ie」»                                           | 27 de marzo de 2007     |  |  |

#### Reparto
| Personaje       | Seiyū Original (Japón) |
| --------------- | ---------------------- |
| Mai Taniyama    | Kaori Nazuka           |
| Kazuya Shibuya  | Yuuki Tai              |
| Lin Kōjo        | Ken Narita             |
| Hōshō Takigawa  | Kenji Hamada           |
| Ayako Matsuzaki | Masami Suzuki          |
| John Brown      | Nobuhiko Okamoto       |
| Masako Hara     | Rie Kugimiya           |
| Osamu Yasuhara  | Kousuke Okano          |
| Madoka Mori     | Omi Minami             |

#### Banda sonora
- Opening: Main Theme por Toshio Masuda.
- Ending: Ending Theme por Toshio Masuda.